# Keurvorstendom Mainz
Het keurvorstendom Mainz of Keur-Mainz, officieel Aartssticht en Keurvorstendom Mainz (Duits: Kurfürstentum Mainz, Kurmainz of Churmainz, officieel Erzstift und Kurfürstentum Mainz) was een relatief groot land in het Heilige Roomse Rijk. Als aartssticht bestond het uit gebieden die onder de wereldlijke heerschappij van de aartsbisschop van Mainz vielen.
De aartsbisschop van Mainz nam zowel binnen de Rooms-Katholieke Kerk als binnen het Heilige Roomse Rijk een speciale positie in. Als Primas Germaniae en pauselijk legaat was hij belangrijkste bisschop van Duitsland en de plaatsvervanger van de paus ten noorden van de Alpen. Als aartskanselier was het zijn taak om de koningsverkiezingen te organiseren en als keurvorst had hij het recht om mede de Rooms-Duitse koning te kiezen.
Het territorium van Mainz bestond uit verschillende niet aan elkaar gesloten gebieden. Het Nedersticht lag rond de samenvloeiing van de Rijn en de Main rond Eltville de hoofdstad Mainz. Het Oversticht lag ten oosten hiervan langs de middenloop van de Main rond de steden Aschaffenburg en Walldürn. Daarnaast behoorden ook het Eichsfeld en het gebied rond Erfurt in Thüringen tot het keurvorstendom. In 1512 werd Mainz ingedeeld bij de Keur-Rijnse Kreits.

## Ontstaan
De aartsbisschop van Mainz was de hoogste geestelijke in het Heilige Roomse Rijk. Sinds 965 was de aartsbisschop aartskanselier van het Rijk. In tegenstelling tot de andere aartsambten was dit niet alleen maar een eretitel. De aartsbisschop had het recht om de keurvorsten bijeen te roepen voor de verkiezing van de koning. Hij leidde ook het kiesproces.
De aartsbisschop slaagde erin een groot territorium op te bouwen, maar het gebied bestond uit vele losse delen.
- vicedom-ambt buiten de stad (gebied rond de stad Mainz)
- vicedom-ambt in de Rheingau (met Gau-Algersheim en Bingen)
- vicedom-ambt Aschaffenburg
- vicedom-ambt Erfurt
- vicedom-ambt Eichsfeld
- gebied van de landvoogd in Hessen (zetel Amöneburg)

## Verdere geschiedenis
Van 1244 tot 1462 wist de stad Mainz zich vrijwel onafhankelijk te maken van de keurvorst. De residentie werd daarom verlegd naar Eltville en Aschaffenburg. In 1461 woedde de Mainzer Stichts-strijd. Tijdens deze strijd ging er veel gebied verloren aan het landgraafschap Hessen en het keurvorstendom Palts. In 1463 kwamen in het verdrag van Zeilsheim een aantal lenen en panden van Mainz aan Hessen. De stad Mainz daarentegen werd herwonnen.
In 1559/74 werd het graafschap Rieneck bij het keurvorstendom gevoegd en in 1581/3 het graafschap Königstein.
De protestantse stad Erfurt die zich vrijwel onafhankelijk had weten te maken, werd in 1664 met geweld door de katholieke keurvorst onderworpen.
Een aantal grenzen werden in de loop der tijd verdragsmatig genormaliseerd. In 1685 werd het condominium Lohrhaupten met het graafschap Hanau gedeeld: Mainz kreeg Frammersbach en het graafschap Hanau kreeg Bieber en Lohrhaupten met de enclave Seulbach.
In 1717 werd kwam er een vergelijk tot stand met het keurvorstendom Palts: 1/4 van Neu-Bamberg met de plaatsen Volxheim en Siefersheim en 3/4 van de heerlijkheid Wöllstein (Gumbsheim, Pleitersheim, Desenheim) kwamen aan Mainz.
In 1748 werd een delingsverdrag gesloten met Hessen-Kassel over Alzenau, waarbij Hörstein aan Mainz kwam.
Op 1 januari 1756 werd het Mainzer Landrecht ingevoerd en in 1772/82 werd het binnenlands bestuur met een hervorming van de ambten gemoderniseerd. In 1794 kwam na het uitsterven van de graven van Hatzfeld de heerlijkheid Blankenheim in Thüringen terug aan Mainz.
De keurstaat Mainz ging op in de Cisrheniaanse Republiek.
De bezetting van de stad Mainz in 1798 door Franse troepen luidde het einde van het keurvorstendom in. De keurvorst verlegde zijn residentie naar Aschaffenburg.

## Einde (1803)
Door de Franse annexatie van de linker Rijnoever verloor het keurvorstendom in 1797/1801 een deel van zijn gebied, inclusief de stad Mainz.
De Reichsdeputationshauptschluss van 25 februari 1803 maakte een eind aan het sterk versnipperde keurvorstendom. De gebieden werden als volgt verdeeld:
- Paragraaf 3 leverde het koninkrijk Pruisen: het gebied Erfurt met Untergleichen en allen rechten en bezittingen in Thüringen; het Eichsfeld en het Mainzer aandeel in Treffurt.
- Paragraaf 3 leverde aan het huis Salm-Reifferscheid-Bedbur het ambt Krautheim met de rechten van de in het ambt gelegen abdij Schönthal.
- Paragraaf 7 leverde aan het keurvorstendom Hessen-Kassel de ambten Fritzlar en Amöneburg en de kloosters binnen die ambten met Naumburg en Neustadt.
- Paragraaf 7 leverde aan het landgraafschap Hessen-Darmstadt de ambten Gernsheim, Bensheim, Heppenheim, Lorsch, Fürth, Steinheim, Alzenau, Vilbel, Rockenburg, Haßloch, Astheim, Hirschhorn. Verder de op de zuidelijke oever van de Main gelegen bezittingen en inkomsten van Mainz, namelijk de hoven: Mönchhof, Gundhof en Klarenberg, zo ook het bezit dat verbonden is met kapittels, abdijen en kloosters, die toegevallen zijn aan Nassau-Usingen, uitgezonderd de dorpen Bürgel en Schwanheim.
- Paragraaf 12 leverde het vorstendom Nassau-Usingen de ambten Königstein, Höchst, Kronberg, Rüdesheim, Oberlahnstein, Eltwill, Haarheim, Kastel met de bezittingen van het Domkapittel op de rechter Main-oever, stroomafwaarts van Frankfurt.
- Paragraaf 14 leverde het vorstendom Löwenstein-Wertheim de dorpen Wörth en Trennfurt.
- Paragraaf 14 leverde het graafschap Löwenstein het ambt Freudenberg, de kartuize Grünau, het klooster Triefenstein en de dorpen Montfeld, Rauenberg, Wessenthal en Trennfeld.
- Paragraaf 18 leverde het vorstendom Hohenlohe-Ingelfingen het dorp Nagelsberg.
- Paragraaf 18 leverde het vorstendom Hohenlohe-Neuenstein het Mainzer aandeel aan het gehucht Künzelsau.
- Paragraaf 20 leverde het vorstendom Leiningen de ambten Miltenberg, Buchen, Seelingental, Amorbach en Bischofsheim
- Paragraaf 20 leverde het graafschap Leiningen-Guntersblum de kellerij Billigheim
- Paragraaf 20 leverde het graafschap Leiningen-Heidesheim de kellerij Neidenau
- Paragraaf 25 verplaatste de aartsbisschoppelijke zetel naar Regensburg. De aartsbisschop behield de titels keurvorst, rijks-aartskanselier, metropolitaan-aartsbisschop en primaat van Duitsland.

De kerkprovincie was zijn kerkelijke rechten op de linker Rijnoever verloren. Dit werd gecompenseerd door de overname van de rechten van de kerkprovincies (aartsbisdommen) Keulen en Trier voor zover ze op de rechter oever van de Rijn lagen. Hiervan uitgezonderd waren de gebieden die binnen het koninkrijk Pruisen lagen. Verder werd met de kerkprovincie het gebied van de voormalige kerkprovincie (aartsbisdom) Salzburg verenigd, maar dan alleen de gebieden die binnen het keurvorstendom Beieren lagen.
Als wereldlijk gebied behield de keurvorst het vorstendom Aschaffenburg met het hoofdambt Aschaffenburg en de ambten Aufenau, Lohr, Orb (met de zoutwerken), Prozelten, Klingenberg op de rechter oever van de Main. Van het voormalige prinsbisdom Würzburg kreeg de keurvorst het ambt Aurach im Sinngrunde. Ten slotte werd het prinsbisdom Regensburg met de abdijen Sankt Emmeram, Obermünster en Niedermünster en de rijksstad Wetzlar aan de keurvorst overgedragen.
Het keurvorstendom Mainz was omgezet in het keurvorstendom van de aartskanselier.

## Regenten
- 747- 754 Bonifatius
- 754- 786 Lullus
- 787- 813 Riculf
- 814- 826 Haistulf
- 826- 847 Otgar
- 847- 856 Hrabanus Maurus; 822-842: abt van Fulda
- 856- 863 Karel van Aquitanië
- 863- 889 Ludbert
- 889- 891 Sunderold
- 891- 913 Hatto I; abt van Reichenau
- 913- 927 Heriger
- 927- 937 Hildebert van Mainz
- 937- 954 Frederik van Mainz
- 954- 968 Willem van Saksen
- 968- 970 Hatto II; 956-968: abt van Fulda
- 970- 975 Rupert
- 975-1011 Willigis
- 1011-1021 Erckenbold
- 1021-1031 Aribo
- 1031-1051 Bardo
- 1051-1059 Liutpold
- 1060-1084 Siegfried I van Eppenstein
- 1084-1088 Wezelin
- 1089-1109 Ruthard
- 1110-1137 Adalbert I van Saarbrücken (1111-1134)
- 1138-1141 Adalbert II van Saarbrücken
- 1141-1142 Markulf
- 1142-1153 Hendrik I
- 1153-1160 Arnold I van Seelenhofen
- 1161-1165 Koenraad I van Wittelsbach (van Scheyern)
- 1165-1183 Christiaan I van Buch
- 1183-1200 Koenraad I van Wittelsbach (van Scheyern)
- 1200-1230 Siegfried II van Eppenstein
- 1230-1249 Siegfried III van Eppenstein
- 1249-1251 Christiaan II van Weisenau
- 1251-1259 Gerhard I, wildgraaf van Kirburg
- 1259-1284 Werner, graaf van Eppenstein
- 1286-1288 Hendrik II; 1275: bisschop van Bazel?
- 1289-1305 Gerhard II, graaf van Eppenstein
- 1306-1320 Peter van Aspelt; 1296-1306: bisschop van Bazel
- 1321-1328 Mathias van Bucheck
- 1328-1337 Boudewijn van Luxemburg (administrator); 1307-1354: keurvorst van Trier; 1332-1337: bisschop van Spiers (administrator)
- 1328-1346 Hendrik III, graaf van Virneburg
- 1346-1371 Gerlach, graaf van Nassau
- 1371-1373 Jan I van Luxemburg, graaf van St.Pol; 1366-1371: bisschop van Straatsburg
- 1374-1381 Lodewijk van Meissen; 1357-1366: bisschop van Halberstadt; 1366-1373: bisschop van Bamberg; 1381-1382: aartsbisschop van Maagdenburg
- 1381-1390 Adolf I, graaf van Nassau-Wiesbaden-Idstein; 1372-1390: bisschop van Spiers
- 1391-1396 Koenraad II, graaf van Weinsberg
- 1397-1419 Johan II, graaf van Nassau-Wiesbaden-Idstein
- 1419-1434 Koenraad III, wild- en rijngraaf van Daun
- 1434-1459 Dietrich I, Schenk van Erbach
- 1459-1461 Diether van Isenburg(-Büdingen)
- 1461-1475 Adolf II, graaf van Nassau-Wiesbaden-Idstein
- 1475-1482 Diether van Isenburg(-Büdingen)
- 1482-1484 Albrecht I, hertog van Saksen (administrator)
- 1484-1504 Berthold I, graaf van Henneberg-Römhild
- 1504-1508 Jakob van Liebenstein
- 1508-1514 Uriel van Gemmingen
- 1514-1545 Albrecht II, markgraaf van Brandenburg; 1513-1545: aartsbisschop van Maagdenburg; 1513-1545: bisschop van Halberstadt
- 1545-1555 Sebastian van Heussenstamm
- 1555-1582 Daniel Brendel van Homburg
- 1582-1601 Wolfgang van Dalberg
- 1601-1604 Johan Adam van Bicken
- 1604-1626 Johan Schweickart van Cronberg
- 1626-1629 Georg Frederik van Greiffenklau; 1616-16629: bisschop van Worms
- 1629-1647 Anselm Kasimir Wamboldt van Umbstadt
- 1647-1673 Johann Philipp van Schönborn; 1642-1673: bisschop van Würzburg; 1663-1673: bisschop van Worms
- 1673-1675 Lotharius Frederik van Metternich; 1652-1675: bisschop van Spiers; 1673-1675: bisschop van Worms
- 1675-1678 Damian von der Leyen; 1675-1678: bisschop van Worms
- 1679-1679 Karel Hendrik van Metternich; 1679-79: bisschop van Worms
- 1679-1695 Anselm Frans van Ingelheim
- 1695-1729 Lotharius Frans van Schönborn; 1693-1729: bisschop van Bamberg
- 1729-1732 Frans Lodewijk van Palts-Neuburg; 1683-1732: bisschop van Breslau; 1694-1732: bisschop van Worms; 1694: proost van Ellwangen; 1694-1732: grootmeester van de Duitse Orde; 1716-1729: aartsbisschop van Trier
- 1732-1743 Philips Karel van Eltz
- 1743-1763 Johan Frederik Karel van Ostein; 1756-1763: bisschop van Worms
- 1763-1774 Emmerich Josef van Breidbach-Bürresheim; 1768-1774: bisschop van Worms
- 1774-1802 Frederik Karel Josef van Erthal; 1774-1802: bisschop van Worms
- 1802-1805 Karel Theodoor van Dalberg; 1788: aartsbisschop van Tarsos; 1800-1802: bisschop van Konstanz; 1802-1803: bisschop van Worms; 1804/5: aartsbisschop van Regensburg